# Fuldabrück
Fuldabrück är en kommun i Landkreis Kassel i Regierungsbezirk Kassel i förbundslandet Hessen i Tyskland.
Kommunen bildades 1 juli 1967 genom en sammanslagning av de tidigare kommunerna Dennhausen och Dittershausen. Bergshausen och Dörnhagen uppgick i den nya kommuenen 1 augusti 1972.